# フィアヴェ
フィアヴェ（イタリア語: Fiavé）は、イタリア共和国トレンティーノ＝アルト・アディジェ州トレント自治県にある、人口約1,100人の基礎自治体（コムーネ）。

## 地理

### 位置・広がり
トレント自治県南西部に位置するコムーネ。ティオーネ・ディ・トレントから東南東へ10km、県都トレントから西南西へ23kmの距離にある。

#### 隣接コムーネ
隣接するコムーネは以下の通り。
- コマーノ・テルメ (ブレッジョ・インフェリオーレ、ロマーゾ)
- ブレッジョ・スペリオーレ
- レードロ (コンチェーイ)
- テンノ

## 行政

### 分離集落
フィアヴェには、以下の分離集落（フラツィオーネ）がある。
- Ballino, Favrio, Stumiaga

### Comunita di valle
トレント自治県が設置した広域行政組織 Comunita di valle 「ジュディカリエ」 (it:Comunita delle Giudicarie)  （事務所所在地: ティオーネ・ディ・トレント）に属する。